# Yevgeny Lazarevich Roshal
Yevgeny Lazarevich Roshal (tiếng Nga: Евгений Лазаревич Рошал) là một kỹ sư phần mềm người Nga được biết đến bởi những phát minh:
- Trình quản lý file Far Manager (1996)
- Định dạng file RAR (1993)
- Phần mềm nén file WinRAR

Các thuật toán nén file của RAR được sở hữu bởi em trai của ông là Alexander, bởi vì Eugene Roshal "không có thời gian để quan tâm đến việc phát triển phần mềm và các vấn đề liên quan đến bản quyền cùng một lúc". Ông tạo ra WinRAR để mọi người có thể lưu các tập tin hoặc có thể tao các file kiểu như thế này
Example.rar
người mới dùng WinRAR đều có 40 ngày dùng thử miễn phí . sau 40 ngày sẽ có thông báo rằng họ phải trả tiền để dùng WinRAR tiếp